# کم احتمال (فیلم)
«کم احتمال» (انگلیسی: Longshot (film)) فیلمی در ژانر کمدی است که در سال ۲۰۰۱ منتشر شد.